# Graphosia stenopepla
Graphosia stenopepla là một loài bướm đêm thuộc phân họ Arctiinae, họ Erebidae.